# Telem (partito politico 1981)
Telem (in Ebraico: תל"ם, acronimo di Tenoa'a LeHithadshut Mamlakhtit, tr. Movimento per il Rinnovamento Nazionale) è stato un partito politico israeliano attivo dal 1981 al 1983.
Il partito fu fondato nel maggio del 1981 da Moshe Dayan con lo scopo di ottenere un ritiro unilaterale di Israele dalla Cisgiordania e dalla Striscia di Gaza. Alle elezioni politiche del 30 giugno 1981, per la decima legislatura della Knesset, il partito ottenne l'1,6% dei voti e l'assegnazione di due seggi, uno per Dayan e l'altro per Mordechai Ben-Porat. Dayan morì tre mesi più tardi e il suo seggio fu preso da Yigal Hurvitz.
Il partito si divise nel giugno del 1983, cessando di fatto la sua esistenza: Ben-Porat fondò il Movimento per il Rinnovamento del Sionismo Sociale (in Ebraico: תנועה להתחדשות ציונית חברתית) mentre Hurvitz aderì alla Rafi - Lista Nazionale (in Ebraico: רפ"י – רשימה ממלכתית), cui più tardi cambiò nome in Ometz (in Ebraico: אומץ).